# Laestrygones chathamensis
Espèce
Laestrygones chathamensis est une espèce d'araignées aranéomorphes de la famille des Toxopidae.

## Distribution
Cette espèce est endémique des îles Chatham en Nouvelle-Zélande.

## Étymologie
Son nom d'espèce, composé de chatham et du suffixe latin -ensis, « qui vit dans, qui habite », lui a été donné en référence au lieu de sa découverte, les îles Chatham

## Publication originale
- Forster, 1970 : The spiders of New Zealand. Part III. Otago Museum Bulletin, vol. 3, p. 1-184.